# 牧左馬助
牧 左馬助（まき さまのすけ）は、戦国時代から江戸時代初期にかけての美作国の武将。牧良長の三男。兄に牧藤介、牧藤蔵。妻は中島左馬之進の娘。
多くの戦で先陣を切って感状を受け、後年に自らのこれまでの活躍を回顧した『牧左馬助覚書』を著した。

## 生涯

### 三浦家臣～南条家臣時代
美作三浦氏重臣であった牧河内守の三男として生まれる。
永禄9年（1566年）、16歳の時に真島郡有為山城主の由田宗四郎との戦いで初陣を飾り、活躍して三浦貞広より感状を賜った。同年から翌永禄10年（1567年）にかけて毛利氏に属する岩屋城の「岩屋衆」との戦いでも敵の首級を度々挙げ、三浦貞広から感状を与えられている。
天正2年（1574年）より起こった天神山城の戦いで主家美作三浦氏は浦上宗景に味方し宇喜多直家と敵対。天正3年（1575年）1月22日の多田山の戦いでは牧清冬らと共に夜討ちを仕掛け、宇喜多方の花房職秀・沼本房家を破り、左馬助自身も首級を1つ挙げた。しかし、同年中に美作三浦氏が毛利・宇喜多軍に降伏し滅亡すると、美作を去り伯耆国の南条元続を頼り、当時敵対していた山田氏との戦いで武功を上げて褒美に太刀と感状を与えられたという。その後、伯耆からも去って美作へと戻り一族の多くが仕官していた宇喜多直家に仕える。

### 宇喜多家臣時代
左馬助が美作に戻ったのとほぼ時を同じくして宇喜多直家は毛利輝元と同盟を切って織田信長へと接近しており、それに伴って美作は毛利・宇喜多両氏の激しい勢力争いの舞台となった。天正7年（1579年）、湯山城を包囲した杉原盛重の軍勢が川を渡って攻め入ろうとした際に湯山城籠城兵は一斉に打って出たが、左馬助は牧源之丞と共に裸になって川を渡り、そこで高橋某という武将を討ち取った。その後、宇喜多軍は杉原を退け湯山城防衛に成功し、左馬助も大庭郡目木村に領地を加増されている。天正8年（1580年）3月の辛川合戦では直家の近辺の護衛を務め、敵の首級2つを挙げ太刀と感状を受けた。同年11月頃の余野の戦いでは長船貞親に属して戦い、毛利輝元の家臣の山田市助という将を討ち取り、褒美として甲一刎・大刀一腰と西西条郡院庄村に加増を受けた。更に同年末には高田城周辺で岡本秀広と共に毛利軍と交戦して鷲見源之丞という武将を討ち取ったが体の2箇所に傷を追ったという。また、直家の命で市三郎兵衛と共に寺畑城に夜討ちをしかけ、この戦いで宇喜多軍は城兵34人を討ち取り、目木村に更に領を加増された。
天正10年（1582年）1月頃には岩屋城主中村頼宗の軍勢と争い、月沢城の小原兄弟を討ち果たして攻略し、北直利と共にしばし在番し、その防衛戦でも中村の軍勢や楢崎元兼の軍勢を破って武功を立てた。天正12年（1584年）に宇喜多軍が岩屋城にこもる中村頼宗を攻めた時には坂手勘之丞を討ち取り、主君宇喜多秀家より感状を受けた。その後、九州征伐や文禄・慶長の役に参加。慶長5年（1600年）の伏見城の戦いでは本丸一番乗りを果たして首級2つを挙げ、戦後500石の加増を受けたが、その後の関ヶ原の戦いで宇喜多秀家の属する西軍は破れ宇喜多氏は改易となり、左馬助も所領を失った。

### 晩年
関ヶ原後に浪人となった左馬助は、新たに美作の領主となった小早川秀秋には仕えなかったが、小早川氏が改易となった後に美作に入った森忠政には、それまでの武功を申し入れて仕官を願い出て、津山藩士として300石の禄を食んだ。
その後、津山城下の田町の邸宅を構えて出仕を続け、元和4年5月18日（1618年7月10日）に同地にて死去した。死後、津山城に近い安国寺（現岡山県津山市小田中）に「左馬殿塚」という塚が立てられ、そこに祀られている。